# Рафхэд, Гэри
Гэри Рафхэд (род. 15 июля 1951) – офицер ВМС США в отставке, с 29 сентября 2007 по сентябрь 2011 года занимал пост (29-й) руководителя военно-морскими операциями. До этого с 17 мая по 29 сентября 2007 года был главой командования сил флота. Также он с 8 июля 2005 по 8 мая 2007 года возглавлял Тихоокеанское командование. Ушёл в отставку после 38 лет службы.

## Служба
В 1969 году закончил хай-скул в военной академии Уэлли-фордж в г. Уэйн, штат Пенсильвания. В 1973 году окончил военно-морскую академию США и стал офицером по надводным операциям.
Первое назначение Рафхэд  получил в отдел по вооружениям на борту USS Josephus Daniels (CG-27). Затем он служил старшим офицером на патрульных канонерках USS Douglas (PGM-100) и USS Tacoma (PGM-92), ранее базировавшихся в Неаполе (Италия). Затем Рафхэд был главным инженером на борту USS O'Bannon (DD-987) и старшим офицером на борту USS Spruance (DD-963).
На берегу Рафхэд служил флаг-лейтенантом командующего надводными силами Атлантического флота, аналитиком надводной войны в управлении оценок программ ВМФ, помощником-администратором военно-морского министра, старшим помощником главы тихоокеанского командования, комендантом Военно-морской академии США, начальником отдела по делам законодательства Военно-морского флота и заместителем главы Тихоокеанского командования.
Рафхэд командовал эсминцем типа «Иджис» USS Barry (DDG-52), и после того как возглавил крейсер USS Port Royal (CG-73) стал первым военно-морским офицером командовавшим обоими классами кораблей «Иджис». В ходе его командования крейсер удостоился похвалы подразделению и получил награду «Золотой якорь» за выдающиеся достижения в программах удержания и поддержки экипажа. Рафхэд возглавлял вторую группу крейсеров и авианосную боевую группу авианосца USS George Washington (CVN-73), развёрнутую в Персидском заливе и в Средиземном море. Последним его назначением в море стал пост командующего Вторым флотом и командующим ударным флотом НАТО в Атлантике и командующими военно-морскими силами Северо-востока в г. Норфолк, штат Виргиния. 19 марта кандидатура Рафхэда была выдвинута на пост командующего силами флота.
2 сентября 2005 года Рафхэд был основным докладчиком на дне поминовения окончания Второй мировой войны на борту американского линкора «Миссури» у острова Форд Гавайи.
29 сентября 2007 года Рафхэд стал руководителем военно-морских операций.
В январе 2009 года Рафхэд вместе с президентом Обамой наблюдали парад в честь инаугурации.
В 2011 году Рафхэд ушёл в отставку из ВМС после 38 лет службы, передав пост руководителя ВМО адмиралу Джонатану Гринерту.
После отставки Рафхэд стал членом правления частной компании Теранос (занимающейся технологиями в области здравоохранения) получившей известность за ложные сообщения о разработке революционных кровяных тестов, требующих очень малых доз крови.

## Награды и знаки отличия

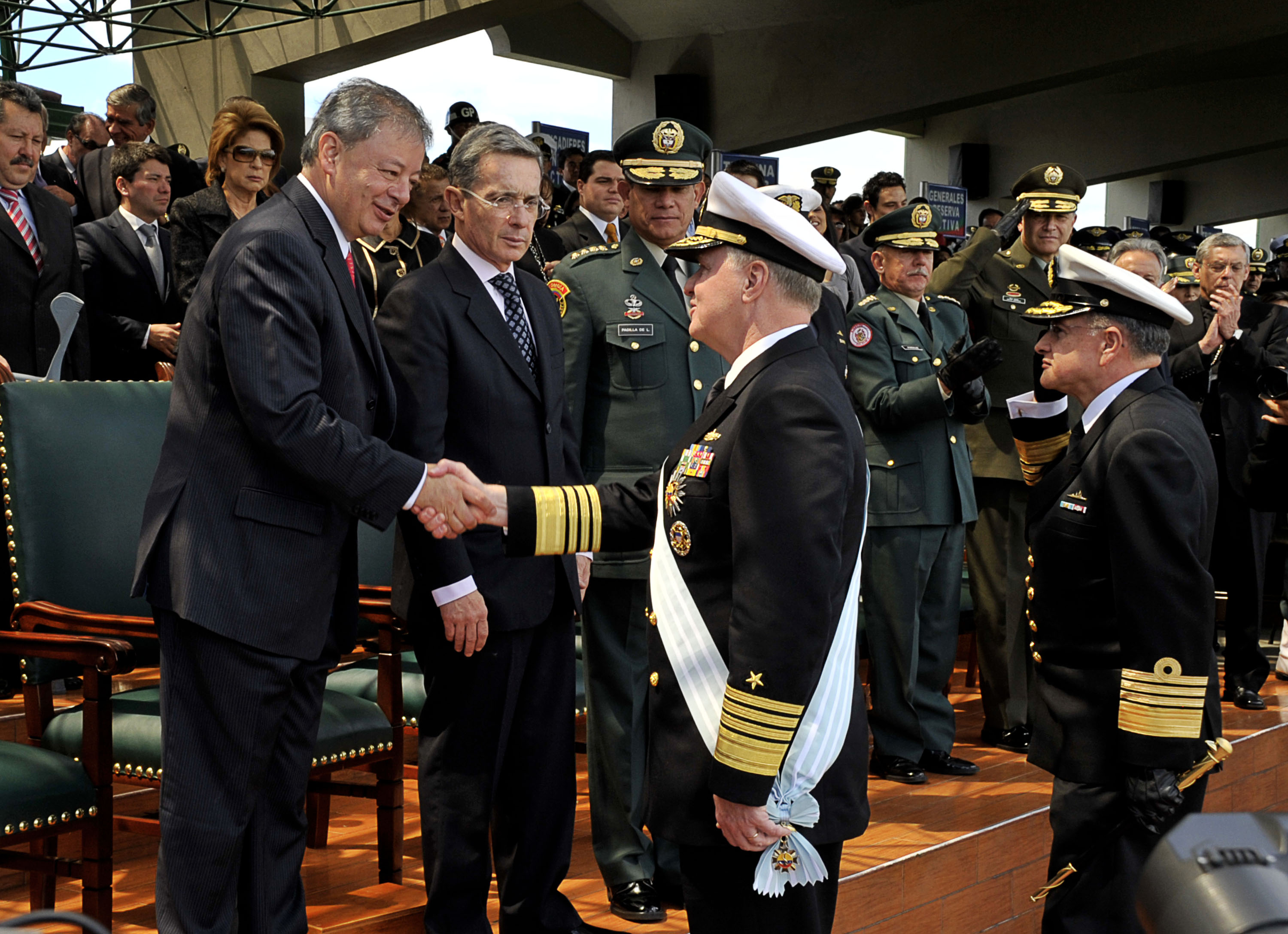
Министр обороны Колумбии Габриэль Сильва поздравляет Рафхэда после вручения тому колумбийского ордена

Значок офицера-подводника
 Значок Объединённого комитета начальников штабов
| | Медаль «За выдающуюся службу»                                                                          |
| Золотая звезда повторного награждения                                                                                 | Медаль «За выдающуюся службу» с одной золотой звездой повторного награждения                           |
| | Медаль «За выдающуюся службу»                                                                          |
| | Медаль «За отличную службу»                                                                            |
| Золотая звезда повторного награждения · Золотая звезда повторного награждения · Золотая звезда повторного награждения | Орден «Легион почёта» с тремя звёздами повторного награждения                                          |
| Золотая звезда повторного награждения                                                                                 | Медаль «За похвальную службу» с одной звездой повторного награждения                                   |
| | Военно-морская Похвальная медаль                                                                       |
| Золотая звезда повторного награждения                                                                                 | Медаль достижений (ВМС США) с одной звездой повторного награждения                                     |
| | Единая награда воинской части                                                                          |
| Бронзовая звезда за службу · Бронзовая звезда за службу · Бронзовая звезда за службу                                  | Военно-морская Похвальная благодарность армейской воинской части с тремя бронзовыми звёздами за службу |
| | Военно морская ленточка "E" с двумя боевыми литерами E                                                 |
| Бронзовая звезда за службу · Бронзовая звезда за службу                                                               | Медаль «За службу национальной обороне» с двумя бронзовыми звёздами за службу                          |
| Бронзовая звезда за службу                                                                                            | Медаль экспедиционных вооружённых сил с бронзовой звездой за службу                                    |
| Бронзовая звезда за службу                                                                                            | Медаль «За службу во Вьетнаме» с бронзовой звездой за службу                                           |
| Серебряная звезда за службу                                                                                           | Ленточка развёртывания сил ВМС США в море с серебряной звездой за службу                               |
| | Орден Восходящего солнца, большой крест (Япония) 2009 год                                              |
| | Орден за заслуги в области национальной безопасности, Медаль Тонг-ил (Республика Корея)                |
| | Орден Морских заслуг Бразилия                                                                          |
| | Большой крест ордена за военно-морские заслуги адмирала Падилья (Колумбия)                             |
| | Военная медаль за заслуженную службу (Сингапур)                                                        |

Рафхэд также удостоился почётных наград:
- "Награда пять звёзд Боба Хоупа за выдающуюся службу Америке"
- Организация "Азиатско-американская сеть правительственных руководителей (AAGEN) 10 июня 2010 года вручила Рафхэду награду организации за общественную службу[8].